# Bathyglycinde profunda
Bathyglycinde profunda är en ringmaskart som först beskrevs av Hartman och Fauchald 1971.  Bathyglycinde profunda ingår i släktet Bathyglycinde och familjen Goniadidae. Inga underarter finns listade i Catalogue of Life.